# Gaspard Mermillod
Gaspard Mermillod (Carouge, 22 settembre 1824 – Roma, 23 febbraio 1892) è stato un cardinale e vescovo cattolico svizzero.

## Biografia
Nacque a Carouge il 22 settembre 1824.
Fu uno dei più attivi rappresentanti del cattolicesimo sociale. Nel 1864 fu nominato da Pio IX vescovo ausiliare di Losanna e Ginevra, con residenza a Ginevra.
Partecipò al Concilio Vaticano I, dove fece parte del partito favorevole alla definizione del dogma dell'infallibilità papale. Di ritorno a Ginevra, fu espulso dalla Svizzera il 17 febbraio 1873 e si rifugiò in Francia, ove diede inizio a una serie di dibattiti e conferenze sulla questione operaia.
Nel 1883 poté ritornare in Svizzera e fu nominato da Leone XIII vescovo di Losanna e Ginevra. Fondò l'Unione di Friburgo, che fu considerata una tra le organizzazioni che ispirarono l'enciclica Rerum Novarum di Leone XIII.
Nel 1890 fu nominato cardinale nel concistoro del 23 giugno e si trasferì a Roma, dove morì il 23 febbraio 1892, all'età di 67 anni.
Nel 1926 il feretro è stato trasportato nella sua città natale, che gli intitolò una via.

## Genealogia episcopale
La genealogia episcopale è:
- Cardinale Scipione Rebiba
- Cardinale Giulio Antonio Santori
- Cardinale Girolamo Bernerio, O.P.
- Arcivescovo Galeazzo Sanvitale
- Cardinale Ludovico Ludovisi
- Cardinale Luigi Caetani
- Cardinale Ulderico Carpegna
- Cardinale Paluzzo Paluzzi Altieri degli Albertoni
- Papa Benedetto XIII
- Papa Benedetto XIV
- Cardinale Enrico Enriquez
- Arcivescovo Manuel Quintano Bonifaz
- Cardinale Buenaventura Córdoba Espinosa de la Cerda
- Cardinale Giuseppe Maria Doria Pamphilj
- Papa Pio VIII
- Papa Pio IX
- Cardinale Gaspard Mermillod

La successione apostolica è:
- Vescovo Pierre-Paul Stumpf (1881)
- Vescovo Vincenzo Molo (1887)
- Vescovo Leonhard Haas (1888)
- Vescovo Joseph Paccolat, C.R.A. (1889)
- Vescovo Joseph Déruaz (1891)